# 列昂尼德·羅沙爾
列昂尼德·米哈伊洛维奇·罗沙尔（羅馬化：Leonid Mikhaylovich Roshal；1933年4月27日—），俄罗斯儿科医生，世界卫生组织专家，国际帮助战争与灾难儿童慈善基金会主席。
在2022年俄羅斯入侵烏克蘭持支持態度。